# Charlotte Hornets
A Charlotte Hornets egy profi kosárlabdacsapat, amely az NBA-ben szerepel, a keleti főcsoport délkeleti csoportjában. Hazai pályájuk a Spectrum Center. A franchise tulajdonosa Michael Jordan, aki 2010-ben vásárolta meg a csapatot. Székhelye az észak-karolinai Charlotte város.
A Charlotte Hornets csapatát 1988-ban alapították, aminek tulajdonosa George Shinn volt. 2002-ben Shinn feladta az eredeti csapatot és franchise jogokat kapott egy New Orleans-i csapat megalapításához. Ugyan megkapta az engedélyt a költöztetésre, a liga és a csapat megegyeztek, hogy a napjainkban is létező Charlotte Hornets lesz az eredeti Hornets jogutódja.
Miután két évig felfüggesztették a Charlotte-i csapatot, a 2004–2005-ös szezonban tértek vissza Charlotte Bobcats néven. 2013-ban a franchise bejelentette, hogy ismét Hornets néven fognak játszani, miután a New Orleans Hornets felvette a Pelicans nevet.

## Története

### Az eredeti Charlotte Hornets

#### Az alapítás
1985-ben az NBA stratégiai döntéshozói elérkezettnek látták az időt arra, hogy új csapatokkal bővítsék a világ legszínvonalasabb kosárlabda-bajnokságát. George Shinn, egy charlotte-i üzletember régi álma volt, hogy egy profi sportcsapatot birtokolhasson saját városában. Charlotte annak a North Carolina államnak a legnépesebb városa, amely több olyan egyetemmel is rendelkezik, ahol bolondulnak a kosárlabdáért. Ebben az időszakban az USA egyik leggyorsabban növekvő települése volt a város, ahol éppen egy NBA-mércével tekintve is hatalmas aréna épült, a Charlotte Coliseum. Shinn erőfeszítéseit siker koronázta és 1987 áprilisában David Stern közölte: az NBA 24. csapatát Charlotte adhatja. Az új alakulat a keresztségben először a Spirit nevet kapta, de később egy névadó ”versenyen” a Hornets került ki győztesként. A csapat türkizkék színválasztása követendő divatot teremtett a későbbiek során a sportcsapatok számára.

#### Bogues-korszak
Az alakulat első főedzője Dick Harter volt, az első general managerré pedig Carl Scheert nevezték ki, aki minél rövidebbre szerette volna a kezdő franchise-okra jellemző sikertelen időszakot szorítani és fiatal tehetségek helyet tapasztalt veteránokkal próbálta a keretet megtölteni. Ennek megfelelően az expanziós drafton megszerezte Michael Holton, Kelly Tripuca és Tyrone "Muggsy" Bogues játékjogát, az 1988-as játékosbőrzén pedig Rex Chapman volt a franchise első draftolt játékosa.
A debütáló szezonban az expanziós csapatok keserű piruláit a Hornets-nek is le kellett nyelnie, összesen 20 győzelemre futotta az erejükből. Tripuca bő 22 pontot dobott meccsenként, az NBA történetének legalacsonyabb játékosa, Bogues kibontakozó irányítójátéka a róla lemondó Washington vezetőinek okozott fejfájást, az egyszerre atletikus és vajkezű Chapmanért pedig rajongtak a szurkolók. A Hornets hazai meccsein átlagosan huszonháromezren jelentek meg, ami azt jelentette, hogy a legtöbb jegyet a szezonban a Hornets adta el az egész NBA-ben. Az 1989-es drafton az egyik helyi egyetem (North Carolina Tar Heels) sztárjának, J.R. Reid a játékjogát foglalták le a szezon alatt pedig megszerezték Armen Gilliamet. A Kalapács becenévre hallgató csatár szolgálataira nagy szükség volt, mivel addig 3 győzelemmel és 18 vereséggel álltak a Darazsak. Gilliam érkezésével még ebben a hónapban megduplázta a Hornets a győzelmeinek a számát, de az újévben tovább folytatódott a vereségsorozat. Végül 19-63-as mérleggel fejezték be az alapszakaszt.
A draftról az egyetemi zsákolóbajnok Kendal Gillt hozta el a Hornets, és a fiatal Johnny Newman leigazolásával a szabadügynökök terén se vallott szégyent a csapat. Azonban a sikeres holtszezon az 1990/91-es idényre még nem érett be, ami javarészt annak volt köszönhető, hogy az elmúlt években draftolt fiatalok még nem tudták komoly erőfeszítésre kényszeríteni az ellenfeleket, a veteránok karrierjük alkonyán (mint Tripuca) pedig már nem tudtak a csapat szekerén lendíteni. Ennek ellenére a Lódarazsakat a hazai meccseken átlagosan huszonháromezer-kilencszáz néző buzdította, vagyis egy év szünet után újra vezette a franchise az NBA jegyeladási statisztikáit, egészen 1997-ig. A 26 győzelemmel befejezett szezon jobb volt, mint az ezt megelőző kettő, de annyival nem, hogy Littles-t a kispadon tartsa. Helyét Allan Bristow vette.
1991. június 26-án megrendezett drafton a Hornets választhatott elsőként, ahol lecsaptak szuperatléta Larry Johnsonra. A UNLV-ről érkező erőcsatár nem okozott csalódást, a festék környékén addig erőtlen Charlotte elemi segítséget kapott: LJ újoncként 19 pontot és 11 lepattanót szerzett. Az előző évek gyakorlatával ellentétben a Hornets-nek még márciusban is volt matematikai esélye a rájátszásra (31-51).
1992-ben a Hornets a draft második helyén Alonzo Mourningot, a goergetowni ”centerképző” újabb gyöngyszemét választotta. Személyében Johnson mellé még egy olyan játékos érkezett a palánk alá, akiben estéről estére ott lapult a 20 pontos/10 lepattanós teljesítmény, megspékelve mindezt meccsenként 3 blokkal. Szakmai körökben konszenzus volt azt illetően, hogy a jövő nagy triója (az ekkor 24 éves Gill is itt játszott még) pattogtat Charlotte-ban. Pillanatok alatt széles körű népszerűségre tett szert a Csapat a látványos játékuknak köszönhetően. A látvány mellé eredmény is párosult, a Lódarazsak a Franchise történelmében először pozitív mérleggel fejezték be az alapszakaszt (44-38), Mourning 21 pontos meccsenkénti átlagánál jobbat azóta se ért el egy elsőéves Lódarázs sem. Charlotte végre megérezhette a rájátszás ízét is, ahol a rutinos rókákkal tűzdelt Boston Celtics várt rájuk, de meglepetésre majdhogynem kisöpörte őket a Hornets (3-1). A második körben a New Yorkot kapták ellenfélnek Johnsonék, amely ekkor az egyik legjobb csapat volt és 5 meccsen búcsúztatták a Lódarazsakat.
Ilyen előzmények után megnőttek az elvárások a csapattal szemben, viszont az 1993/94-es szezon inkább a csalódásokról szólt. Gill szeretett volna kikerülni a Johnson/Mourning duó árnyékából, óhaját siker koronázta és elcserélték Seattle-be. Helyette érkezett szintén cserével a korábbi all star, Hersey Hawkins. A drafton Scott Burrellt választották, akit már az MLB-ben is draftoltak (az első játékos, akit két major ligában is az első körben draftoltak). Johnson pedig 84 millió dolláros új szerződést kötött, amely akkoriban minden idők legvaskosabb kontraktusa volt az NBA-be.n A szezon a sikerek helyett a sérülésektől volt hangos, a Johnson-Mourning duó összesen 53 meccset volt kénytelen kihagyni. A komolyabb károk LJ-t sújtották, olyan kaliberű hátsérülést szenvedett, hogy később már nem tudta azt a stílusú játékot hozni, amit előtte. A rájátszásról egy meccsel maradt le a Hornets (41-41).
Elérkezett az utolsó olyan idény, amelyben Johnson és Mourning együtt játszott. Előbbi sérülései miatt kénytelen volt átalakítani a játékát, palánkrepesztő zsákolásai emlékké olvadtak, egyre kevesebb lepattanót szedett, viszont sokat fejlesztette a távoli dobásait, több triplát és sokkal jobb százalékkal dobott a szezon során, mint az azt megelőző három év alatt összesen. A keretből megközelítőleg kijött a maximum az alapszakasz során, az emblematikus Mourning-Johnson-Bogues trión kívül Hawkins és Burrell is megtette a magáét, utóbbi a szezon végén a 3. legtöbb voksot gyűjtötte be a Legtöbbet Fejlődött Játékos választásán. Az áprilisi alapszakasz-finisre 50 győzelmet gyűjtött be a Hornets, ám rögtön ki is esett a rájátszás első körében a Bulls ellen (1-3).
Az ezt követő két évben gyökeresen átalakult a csapat, Mourningot elcserélték, ellenértékként a Hornets-hez került többek között Glen Rice, Matt Geiger és a Miami Heat 1996-os első körös draftjoga. A szezon elején Bogues súlyos sérülést szenvedett, és a hiányát nehezen tudták kompenzálni, ezért Kendall Gillért cserébe elhozták New Jersey-ből az 1991-es draft második helyén elkelt hátvédet, Kenny Andersont. Az alaposan felforgatott keret 41-41-es mérlege nem mondható rossznak, de az 50% ebben a szezonban Keleten kevés volt az üdvösséghez. Az 1996. június 26-án megrendezett draftra 3 választási lehetőséggel utaztak a franchise vezetői és nagy magabiztossággal lefoglalták az egyenesen a középiskolából érkező szupertehetség, Kobe Bryant játékjogát. Bryant zsenge kora ellenére vette magának a bátorságot és kijelentette, hogy akárhol nem fog játszani, és Charlotte ezen feketelistás területek közé tartozott. A Hornets akkori szemmel nem jött ki rosszul a polémiából, a Lakers-hez küldték Kobe-t, ahonnan a szerb Vlade Divac érkezett postafordultával. Larry Johnson is ezen a nyáron hagyta el a várost, a cserébe érkező Anthony Mason a következő években a Csapat meghatározó védőjátékosává emelkedett.
Az ”új” Hornets talán nem volt annyira látványos játékra, mint Johnsonék idején, de a sikerekre nem lehetett panasz: Bogues egészséges volt ismét, Divac és Geiger felváltva dolgozott a palánk alatt, Mason pedig hiába volt csak 203 centi, az ehhez párosuló színizom 120 kilóval nehezen birkóztak meg az ellenfelek. A Csapat igazi sztárjává Glen Rice emelkedett, a legjobb évét futva sorra halmozta a Hornets házi rekordjait. All Star MVP lett szintén rekorddal, ugyanis a G Money becenévre hallgató hátvéd az 1997-es Gála 3. negyedében egymaga 20 pontot hintet, amire még nem volt példa a legjobbak seregszemléjén. A vajkezű játékos összesen 207 triplával terhelte meg az alapszakasz során az ellenfelek gyűrűit, 47%-os pontossággal (ennél pontosabban az egész Ligában senki se dobott távolról a szezon során). 26,8 pontos meccsenkénti átlaga azóta is megdöntésre váró franchise-rekord. A végül 54 győzelmet összeszorgoskodó Darazsakat a rájátszás elején azonban simán kisöpörte a Knicks.
Az 1997-es draftra érvényes jogokat a Hornets korábban már elcserélte, de így is gazdagodtak két jó játékossal a nyári szünet során: a mély növésű, viszont életveszélyes tripláiról nevezetes David Wesley Bostont hagyta el a Hornets kedvéért, míg Clevelendből az a Bobby Phills érkezett, aki nemcsak remek védő hírében állt, de nagyon sokoldalú is volt. Ez az év ”csak” 51 győzelmet hozott, viszont a rájátszás első körében most már az ellenfél húzta a rövidebbet: a Hawks 3-1 arányban kapitulált. A második körben az esélytelenek nyugalmával eshetett ki a Hornets, mivel az ellenfél a legyőzhetetlen Bulls volt (4-1).

#### Davis ideje
1998-ról utólag megállapítható, hogy átmeneti évet jelentett a Hornets számára. Draftolták a zsákológép Ricky Davis-t, de a sérülésekkel tarkított idény során került a csapat kötelékébe a korábbi 1/1-es Derrick Coleman és a draftolatlan zöldfülű center, Brad Miller is. 1999 márciusa után egyértelművé vált, hogy a Hornets új fejezet írásába kezdett, előbb Cowens vezetőedzői helyét vette át az addig segédedzőként szolgáló Paul Silas, majd két napra rá a sérülése miatt a szezonban addig egy percet sem játszó Rice-t a Lakers-hez cserélték. Az ellenérték korrekt volt, a kiváló hátvéd Eddie Jones mellett az az Elden Campbell is Lódarázs lett, aki Shaquille O'Neal érkezése miatt vált felesleges bútordarabbá Los Angeles-ben. A csonka szezont ugyan pozitív mérleggel zárták (26-24), de egy hellyel lemaradtak a rájátszásról. Nem kis szerencséjükre.
Ugyanis az újjáformálódó csapat valószínűleg hamar a kiesés áldozatává vált volna, de nem kerülhetett volna be a draft előtti "lottósorsolásba", a legjobb eredménnyel rendelkező csapatként a legkevesebb eséllyel indult, de hatalmas mázlival a 3. választás jogát nyerték el, amellyel 1999. június 30-án Baron Davis-t, a UCLA atletikus irányítóját szerezték meg. Az 1999/2000-es szezon során a Hornets végig a Keleti Konferencia erősebb csapatai közé tartozott, csak Eddie Jones kisebb sérülése és felépülése után szaladtak bele egy 7 meccses vereségszériába. Azonban a szezon másról vált hírhedtté: 2000. január 12-én edzésről jövet David Wesley és Bobby Phills közúton autóversenyzett egymással, Phills százhúsz felett repesztve balesetet szenvedett, és a helyszínen elhunyt. Emlékére a következő Cleveland elleni (Phills korábbi csapata) találkozón a játékos tizenhármas mezszámát visszavonultatták (az első mezszám, amit a Hornets visszavonultatott). A Konferencia 4. helyén zárta az alapszakaszt a Charlotte (49-33), és így pályaelőnye volt az ötödik Philadelphiával szemben, amit nem tudtak kihasználni (1-3).
2000. nyarára kialakult az a szűk keret, amely közel fél évtizedre meghatározta a Hornets arculatát, és nem a remek munkát végző Bob Bass menedzseren múlt az, hogy ez a társulat nem maradt tovább együtt és nem ért el még nagyobb sikereket. A viszonylag gyenge drafton a Kentucky centerét, Jamaal Magloire-t szerezték meg, majd augusztusban Eddie Johnes-t, Ricky Davis-t és Masont adták a Miamit erősítő Jamal Mashburnért és PJ Brownért.
Az addig csak szárnyait bontogató Baron Davis teljes munkaidős irányítóvá lépett elő, de kellett egy kis idő, amíg Mashburnékkel együtt csapatként tudtak funkcionálni. 2000. végén kétszer is kifogtak egy ötös vereségszériát, és február elején még 25-25-tel is álltak, de a jó csapatszerkezet meghozta az eredményét és a szezon hátralévő részében 21 győzelem mellett csak 11 alkalommal kaptak ki. A rájátszás első körében pikánsabb párosítást el se lehetett volna képzelni, mint az előző évi csere partnerét: a Miami Heat a hazai pálya előnyével várta a Lódarazsakat és bődületes meglepetésre simán kisöpörte őket a Hornets. A második körben az akkor félelmetes támadóerővel rendelkező, az Allen-Cassell-Robinson triót felvonultató (keleti második) Milwaukee-t hozta a sors ellenfélül, és a Bucks csak kínkeservesen, 7 meccses sorozatban tudta érvényesíteni a papírformát.
A 2001-es drafton nagyon rosszul draftolt a Hornets. A néhány héttel korábban menedzserré kinevezett Jeff Bower azt a Kirk Hastont választotta a 16. helyen, akit a szakértők java a második kör elejére prognosztizált inkább. Olyan játékosok voltak ekkor még elérhetők, mint Zach Randolph, Brendan Haywood, Gerald Wallace, Samuel Dalambert, Jamaal Tinsley, Tony Parker, Gilbert Arenas vagy Mehmet Okur. Hastont a karrierje során kvalitásain (illetve annak hiányán) kívül sérülések is hátráltatták, összesen 132 percet játszott az NBA-ben, 2002-ben kirúgta a Hornets. Pedig a 2001/2002-es szezon során nagy szükség lett volna egy bevethető újoncra, ugyanis az alapszakasz során Mashburn két hónapot, Wesley közel egy hónapot volt kénytelen kihagyni sérülések miatt. A tabellán is látszott, hogy nincs minden rendben, a szezon felénél még negatív mérleggel pironkodtak Davis-ék. "Monster" Mash felépülésével aztán helyreállt a világ rendje, az alapszakasz végére a Konferencia negyedik helyéig kúsztak fel.
A rájátszásra Mashburn megint kiesett, de az Orlando ellen nem tűnt fel a hiánya, Davis szupersztárként vitte a hátán a csapatot és csak egy győzelmet engedtek a floridaiaknak az első körben. A következő kanyarban aztán kiverte őket a történetének legjobb szezonját futó New Jersey Nets, akikkel szemben Mashburnnel se a Hornets lett volna a favorit, nélküle aztán még könnyebben iskolázta le őket Kidd és csapata.

### A Charlotte Bobcats
2002-ben a csapat átköltözött New Orleansba, New Orleans Hornets néven. Ezután Charlotte városa kosárlabdacsapat nélkül maradt. A város és az NBA beleegyezett egy új csapat létrehozásába a 2004–05-ös idényben. A csapatnevet a szurkolók szavazatai alapján választották volna ki, ahol a 'Flight' kapta a legtöbb voksot, de a tulajdonos Robert L. Johnson döntése alapján végül a 'Bobcats' (hiúzok) nevet fogadták el. A Hornets Charlotte-ot pénzügyi és stadionhasználati nézeteltérések miatt hagyta el, így nem meglepő, hogy a város lakossága megveti előző csapatát.
Az új csapatot a Keleti főcsoport Délnyugati csoportjában helyezték el. A csapat 2004 nyarán megtartotta toborzóját, ekkor került a Bobcatshez Emeka Okafor, a 2005-ös idény legjobb újonca. A csapat első meccsét ugyan elvesztette, de már a második találkozón győzelmet arattak az Orlando Magic felett. A csapat természetesen sok vereségsorozatot könyvelhetett el, első idényében 18–64-gyel zártak, majd a következő idényt 26–56-os mutatóval fejezték be.

### A Hornets visszatérése
A 2014–15-ös szezontól a csapat neve Charlotte Hornetsre változott. Emellett az eredeti Charlotte franchise történelmét is megörökölte 1988-tól kezdődően.